# Olaf de Fleur
Olaf de Fleur, eigentlich Ólafur Jóhannesson (* 2. Februar 1975 in Búðardalur, Island) ist ein isländischer Filmproduzent und Filmregisseur.

## Leben
Nach seiner Schulzeit studierte de Fleur Physik in Island und graduierte 1995. Nach seinem Studium war de Fleur bei verschiedenen Filmprojekten tätig und drehte als Filmregisseur verschiedene Filme. Für seinen Film The Amazing Truth about Queen Raquela über das Leben von transsexuellen Menschen in Thailand und auf den Philippinen erhielt er 2008 in Berlin den Teddy Award.

## Filmografie (Auswahl)
- 2004: Blindsker: Saga Bubba Morthens
- 2005: Africa United
- 2006: Act Normal
- 2008: Die reine Wahrheit über Queen Raquela; Im Original: The Amazing Truth about Queen Raquela
- 2008: The Higher Force (Isländisch: Stóra planið)
- 2009: Circledrawers
- 2009: Diary of a Circledrawer

## Preise und Auszeichnungen (Auswahl)
- Teddy Award, 2008 für The Amazing Truth about Queen Raquela